# Protomonotresis centrophora
Protomonotresis centrophora är en plattmaskart. Protomonotresis centrophora ingår i släktet Protomonotresis och familjen Pseudostomidae. Inga underarter finns listade i Catalogue of Life.